# 454
454 (CDLIV) je bilo navadno leto, ki se je po julijanskem koledarju začelo na petek.

## Dogodki
- Vandali zasedejo Malto.
- Ostrogoti in Gepidi v bitki pri Nedavi dokončno porazijo Hune.

## Rojstva
- Teodorik Veliki, kralj ostrogotskega Italskega kraljestva († 526)

## Smrti
- Elak - hunski kralj (* ni znano)
- Flavij Ecij - rimski general in državnik (* okoli 390)